# Dyspessacossus fereidun
Dyspessacossus fereidun är en fjärilsart som beskrevs av Grum-grshimailo 1895. Dyspessacossus fereidun ingår i släktet Dyspessacossus och familjen träfjärilar. Inga underarter finns listade i Catalogue of Life.